# 저스틴 터너
저스틴 매슈 터너(Justin Matthew Turner, 1984년 11월 23일 ~ )는 미국의 프로 야구 선수로 메이저 리그 베이스볼에 소속된 토론토 블루제이스의 3루수이다.  그는 또한 볼티모어 오리올스와 뉴욕 메츠를 위하여 메이저 리그에서 활약하였다.  그는 캘리포니아 주립 풀러턴 타이탄스를 위하여 대학 야구를 하였다.  그는 신시내티 레즈에 의하여 2006년 메이저 리그 베이스볼 드래프트의 7번째 라운드에서 선발되었고 2009년 자신의 메이저 리그 데뷔를 하였다.  다저스와 함께 터너는 2017년 올스타였고 그해 내셔널 리그 챔피언십 시리즈의 MVP 상을 수상하였다.  그는 다저스와 함께 2020년 월드 시리즈를 우승하였다.

## 어린 시절
캘리포니아주 롱비치에서 존과 베치 터너에게 태어난 터너는 누이 동생이 한명 있었다.
터너는 레이크우드에 있는 메이페어 고등학교를 다녔고 유격수와 2루수로서 3회의 전교외 퍼스티 팀의 영예를 얻었다.  그는 시니어로서 리그 활약에서 .514 점을 타구하여 리그 타이틀로 가는 길에 MVP 영예를 얻었다.
그는 캘리포니아 대학교 풀러턴에서 수학하여 키네시올로지를 전공하고 타이탄스를 위하여 대학 야구를 하였다.  그는 출발 2루수로서 빠르게 차지한 후 2003년 베이스볼 아메리카로부터 신입생 올아메리칸 영예를 얻었다.  그는 유격수로서 2003년 대학 월드 시리즈로 임명되었다.  대학 월드 시리즈가 열린 동안 터너는 홈런을 포함한 3 루 3 타를 간 후 패스트볼에 의하여 얼굴에 맞았다.  다음해 캘리포니아 주립 풀러턴은 2004년 대학 월드 시리즈에서 텍사스 롱혼스에 2개 경기 결승전을 우승하였다.  2005년 그는 야무스-데니스 레드삭스를 위하안 케이프코드 야구 리그에서 대학 하계 야구를 활약하였다.
터너는 뉴욕 양키스에 의하여 2005년 메이저 리그 베이스볼 드래프트의 29번째 라운드에서 선발되었으나 계약하지 않았다.  그는 이듬해 신시내티 레즈에 의하여 7번째 라운드에서 선발되어 조직과 함께 계약을 맺은 5만 달러 보너스를 받았다.

## 프로 경력

### 신시내티 레즈
터너는 레즈의 루키 리그 제휴팀 빌링스 무스탕스에게 보고하여 전체의 4개의 내야수 자리들과 외야수에서 시간을 보아 팀을 이끄는 .338의 타구 평균과 .921의 OPS와 함께 시즌을 끝냈다.  그는 2년 안에 더블 A 채터누가 룩아우츠로 승진되어 23세의 나이에 그 수준에서 .289의 평균과 .792의 OPS와 함께 2008년 시즌을 끝냈다.

### 볼티모어 오리올스
2008년 12월 9일 동계 대회가 열린 동안 터너는 포수 라몬 에르난데스의 대가로 유틸리티 플레이어 라이언 프릴과 내야수 브랜던 워링과 더불어 볼티모어 오리올스로 이적되었다.  그는 논로스터 초빙 선수로서 스프링 트레이닝에 초청되었고 그 마감에 그는 2009년 시즌을 위하여 트리플 A 노퍽 타이즈로 지정되었다.  대부분 2루수와 3루수로 활약한 그는 .300의 평균과 .749의 OPS와 함께 시즌을 끝냈다.
.
2009년 9월 8일 오리올스는 터너의 계약을 매입하였다.  그는 그날 펜웨이 파크에서 자신의 메이저 리그 데뷔를 하여 멜빈 모라를 위하여 핀치 타자를 맡아 3루에서 경기를 끝냈다.  3일 후에 그는 양키 스타디움에서 마이클 던을 중심으로 1루타로 자신의 첫 메이저 리그 안타를 얻었다.  그는 12개의 경기 (그 중에 3개는 출발 경기들로 전부 3루에서)에 출연하여 3 승 18 패로 시즌을 끝냈다.
터너는 40명 로스터의 일원으로서 스프링 트레이닝으로 초청되었으나 캠프의 말기에 노퍽으로 강등되었다.  하지만 2010년 4월 12일 오리올스는 15일간 부상자 명단에 출발 2루수 브라이언 로버츠를 놓았고 노퍽으로부터 터너를 다시 불렀다.  5월 21일 터너는 오리올스에 의하여 지명 할당되었다.  오리올스와 함께 17개의 경기에서 그는 .111 점을 타구하였다.

### 뉴욕 메츠

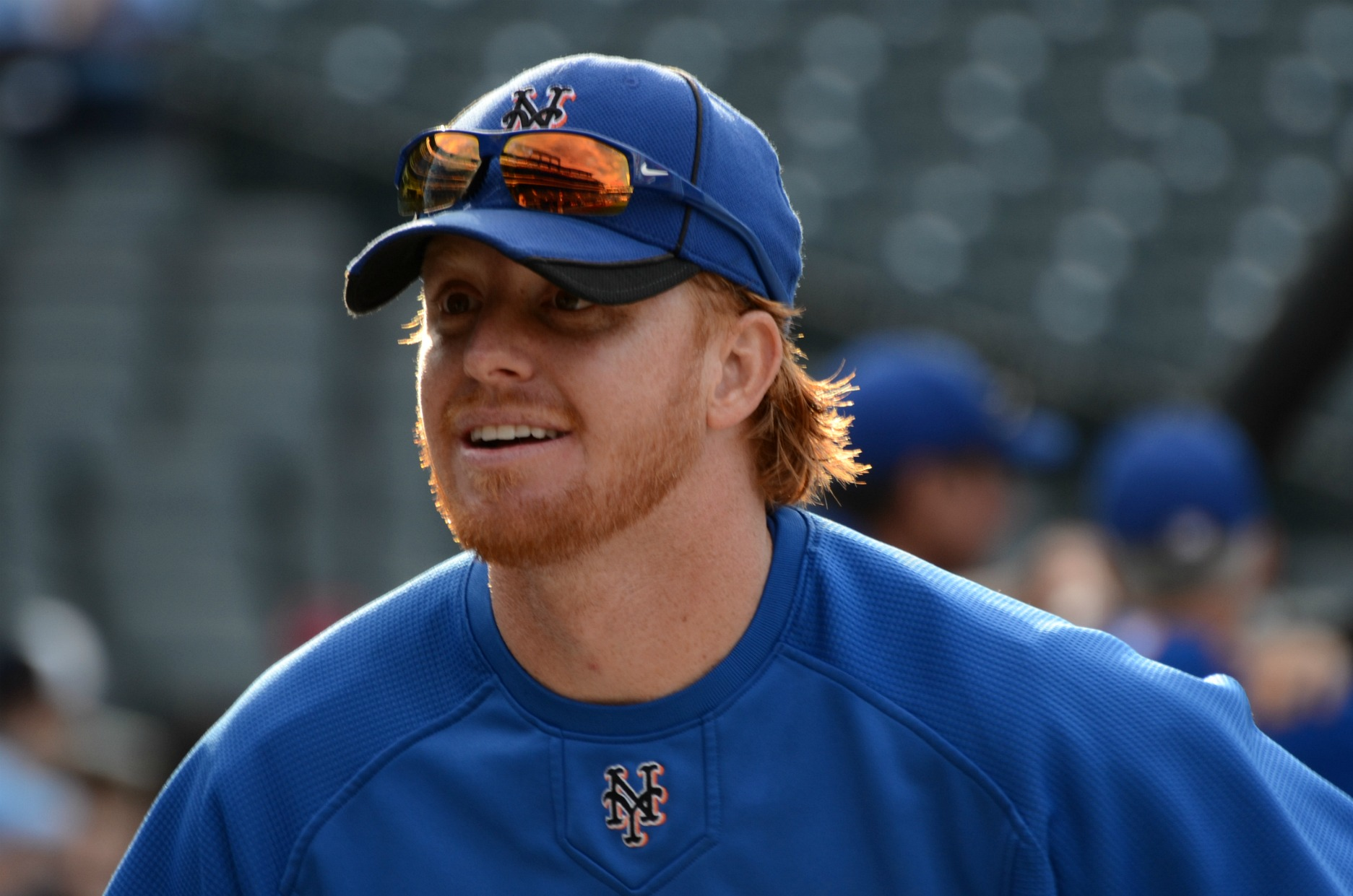
뉴욕 메츠 활약 시절 (2011년)

2010년 5월 25일 터너는 뉴욕 메츠에 의하여 오리올스로부터 면제 청구를 받아 트리플 A 버펄로 바이슨스로 선택되었다.  6월 16일 터너는 버펄로로 보내진 닉 에번스와 함께 메츠로 소집되었다.
2011년 4월 19일 지정을 위하여 브래드 이모스를 지명한 후, 메츠는 터너를 다시 불렀다.  그는 5월 15일 휴스턴 애스트로스를 상대로 아네우리 로드리게스에 자신의 첫 메이저 리그 홈런을 쳤다.  3점 홈런으로 터너를 위하여 5개의 타점 하루를 끝냈다.  5월 21일 양키 스타디움에서 열린 서브웨이 시리즈 경기에서 터너는 자신의 7연속 경기에서 타점을 수집하여 타점과 함께 가장 많은 연속적 경기를 위한 메츠의 루키 기록을 세웠다.  이 기록과 다른 인상적인 통계와 함께 터너는 그해 5월 "이번 달의 내셔널 리그 루키"로 임명되아써다.  그는 2001년 그 창조 이래 상을 수상하는 데 첫 메츠 선수였다.
2012년 메츠는 터너를 유틸리타 내야수로 전향시켰으나 5월 6일 유격수 루벤 테하다가 부상자 명단에 놓인 후, 터너는 테하다가 복귀할 때까지 조더니 발데스핀과 함께 유격수에 소대를 시작하였다.
2013년 시즌 후에 터너는 메츠에 의하여 부드럽지 않아 그를 자유 계약 선수로 만들었다.  4개의 시즌에 메츠와 함께 301개의 경기에서 그는 .265 점을 타구하였다.

### 로스앤젤레스 다저스
메츠로부터 자신의 해제에 이어 터너는 로스앤젤레스 다저스의 벤치 코치 팀 월릭이 캘리포니아 주립 풀러턴 동문 경기에서 자신이 타구하는 것을 보았을 때 아직 새로운 고용주를 찾지 않았다.  터너는 스프링 트레이닝으로 초빙과 함께 2014년 2월 5일 다저스와 함께 마이너 리그 계약을 맺었다.  그의 계약은 3월 16일 다저스에 의하여 매입되었고, 그는 메이저 리그 로스터로 추가되었다.

#### 2014년
터너는 2014년 발진 스즌을 가져 자신의 다능과 핸리 라미레스와 후안 우리베 둘다에게 부상들의 이유로 109개의 경기를 활약하였다.  그는 .340의 타구 평균과 함께 팀을 이끌어 43개의 타점과 288개의 타수와 함께 7개의 홈런을 쳤다.

#### 2015년
2015년 1월 16일 그는 다저스와 함께 1년, 2.5 백만 달러의 계약을 맺어 급여 중재을 피하였다.  그는 2015년 시즌의 거의를 위하여 출발 3루수가 되었고, 경력 사상 16개의 홈런과 60개의 타점과 함께 .294 점을 타구하였다.
자신의 이전 팀 메츠를 상대로 2015년 내셔널 리그 디비전 시리즈에서 터너는 2루타로 지낸 그 6개 안타의 디비전 시리즈 기록과 함께 .526의 평균을 위한 19개의 타수에서 10개의 안타와 함께 다저스를 이끌었다.  다저스가 포스트시즌으로부터 탈락된 후, 그는 자신의 왼쪽 무릎에 관절경 수술을 받았다.  그는 2016년 1월 급여 중재를 피하는 목적에 다저스와 함께 새로운 1년, 5.1 백만 달러 계약을 맺었다.

#### 2016년

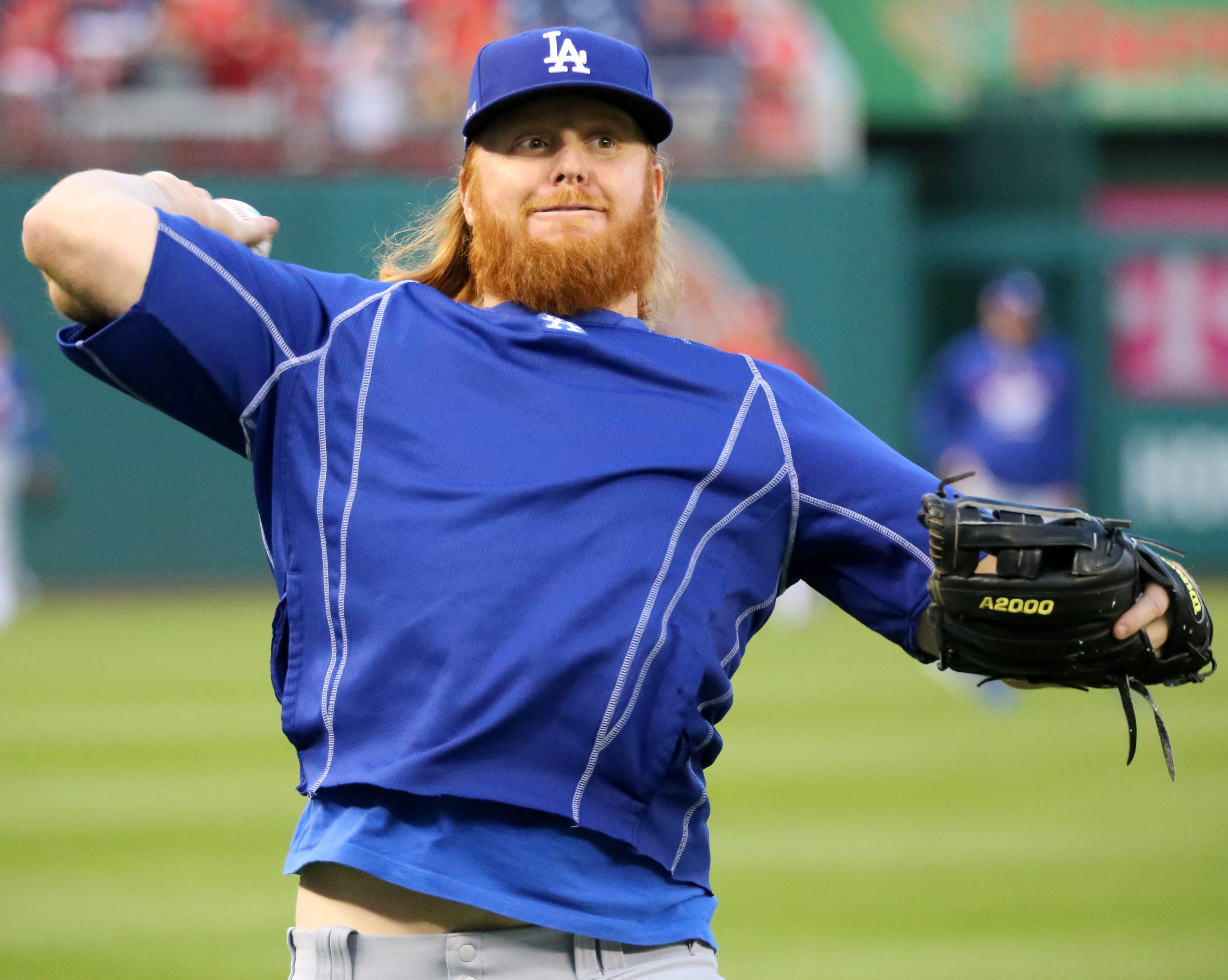
2016년 내셔널 리그 디비전 시리즈의 5번째 경기가 열리기 전의 터너

2016년 터너는 경력 사상의 151개의 경기에서 활약하였고, 또한 .275 점을 타구한 동안 홈런 (27)과 타점 (90)에서 경력 사상 기록을 가졌다.  그는 그해 내셔널 리그 디비전 시리즈에서 15개의 타수에 하나의 홈런을 포함한 6개의 안타를 가졌으나 그해 내셔널 리그 챔피언십 시리즈에서 분투하여 .200 점만을 타구하였다.

#### 2017년
2016년 12월 23일 다저스는 터너를 6천 4백만 달러 가치에 4년 계약으로 맺었다.  터너는 5월 18일부터 6월 9일까지 자신을 활동하지 못하게 한 긴장된 오른쪽 햄스트링과 함께 부상자 명단에 놓이기 전에 .379 점을 타구한 2017년 시즌을 시작하였다.  7월 6일 그는 올스타 최종 투표를 이겨 2억 8백만개의 투표들의 최종 투표 기록과 함께 2017년 메이저 리그 베이스볼 올스타전에 자리를 얻었다.  터너는 .322의 타구 평균, .415의 출루율, 21개의 홈런과 71개의 타점과 함께 시즌을 끝내 타구 평균에서 내셔널 리그 3위와 출루율에서 2위를 하였다.  2017년 내셔널 리그 디비전 시리즈에서 그는 시카고 컵스를 상대로 2번째 경기의 9번째 이닝에서 우승 홈런을 포함하여 13개의 타수 (.462의 평균)에서 6개의 안타를 가졌다.  터너와 크리스 테일러는 자신이 2개의 홈런과 7개의 타점과 함께 .333 점을 타구한 그해 내셔널 리그 챔피언십 시리즈에서 공동 MVP로 선발되었다.  하지만 2017년 월드 시리즈에서 그는 다저스가 7개의 경기에서 애스트로스에게 패하면서 .160의 평균을 위하여 25개의 타수에서 4개만의 안타를 가졌다.  그는 월드 시리즈의 첫번째 경기에서 자신의 14번째 득점에서 몰아냈을 때 싱글 포스트 시즌에서 가장 많은 타점으로 더스티 베이커의 프랜차이즈 기록을 깼다.

#### 2018년
2018년 3월 19일 스프링 트레이닝 경기가 열린 동안 터너는 자신의 왼손의 손목에 투구에 의하여 맞았다.  그는 수술을 요구하지 않은 비전향 골절을 겪었으나 시즌의 시작으로 그를 부상자 명단에 놓았다.  그는 5월 15일까지 다저스에 재가입하지 않았다.  터너는 또한 올스타 브레이크에 이어진 시간을 놓쳤으나 8월과 9월에 반등하였다.  그는 8월 25일 경기들을 가로질러 22개의 득점, 11개의 2루타, 1개의 3루타, 6개의 홈런, 20개의 타점과 하나의 도루와 함께 .203 점 (39 루 97 타)을 타구한 후 8월을 위하여 "이번 달의 내셔널 리그 선수"로 투표되었다.  9월 4일 터너는 "야구, 스포츠맨 정신과 공동체 연루의 최고로 예시한" 선수에게 주어지는 해마다의 상인 로베르토 클레멘테 상을 위한 다저스의 2018년 후보로 임명되었다.  올스타 브레이크 후에 202개의 타수에서 터너는 1.066의 OPS, 24개의 2루타와 9개의 홈런과 함께 .256 점을 타구하였다.  터너는 .312의 타구 평균, 14개의 홈런과 52개의 타점과 함께 시즌을 끝내려고 하였다.  터너의 뜨거운 행진은 그아 18개의 본루 출연 중에 9개에 도달한 2018년 내셔널 리그 디비전 시리즈에서 지속되었다.  그는 자신의 팀이 보스턴 레드삭스에게 패한 2018년 월드 시리즈에서 .333 점 (8 루 24 타)을 치러 갔다.

#### 2019년
터너는 5월 8일 애틀랜타 브레이브스를 상대로 9 대 0의 우승에서 경력 사상의 3개의 홈런을 치고 6개의 득점에 몰아냈다.  6월 14일 컵스를 상대로 5 대 3의 우승에서 그는 카일 헨드릭스에 자신의 100번째 경력 홈런을 쳤다.
시즌을 위하여 그는 27개의 홈런과 67개의 타점과 함께 .290/.372/.509 점을 타구하였다.  2019년 수비에 그는 17명의 예선 선수들 중에 13번째로 가장 낮은 -3 수비 스탯을 가졌다.

#### 2020년
2020년 시즌은 코로나19 범유행에 의하여 연기되어 60개만의 경기로 시즌을 짧게 하였다.  오프닝 데이에 터너가 다저스 선수로서 73번째 경기를 위하여 투구에 의하여 안타되어 잭 휘트에 의하여 세워진 프랜차이즈 기록을 동점매겼다.  그는 8월 5일 샌디에고에서 그 기록을 깼다.  그는 짧아진 시즌의 2주를 놓치는 데 원인을 일으킨 햄스트링 긴장에 의하여 시즌 동안 방해되었다.
그는 다저스를 위하여 42개의 경기에서 활약하여 4개의 홈런과 23개의 타점과 함께 .307/.400/.460 점을 타구하였다.  그는 프랜차이즈 역사상 첫 3회의 수상자로 로이 캄파넬라 상의 수상자로서 자신의 동료 선수들에 의하여 투표되었다.  터너는 퍼스트 라운드 플레이오프 시리즈에서 8개의 타수에서 무안타였다.  2020년 내셔널 리그 디비전 시리즈의 3번째 경기에서 터너는 자신의 64번째와 함께 다저스 역사상 가장 많은 플레이오프 안타로 스티브 가비를 통과하였다.  그는 시리즈에서 10개의 타수에 2개의 안타와 2개의 타점을 가졌다.  터너는 그해 내셔널 리그 챔피언십 시리즈에서 25개의 타수에 하나의 홈런을 포함한 7개의 안타를 가져 자신의 3번째 월드 시리즈에서 활약하는 데 진출하였다.
탬파베이 레이스를 상대로 2020년 월드 시리즈에서 터너는 다저스가 챔피언십을 우승하면서 25개의 타수에서 2개의 홈런을 포함한 8개의 안타를 가졌다.  6번째 경기의 8번째 이닝 동안 그는 메이저 리그 베이스볼의 규약 위반에서 자신의 동료 선수들과 코치와 함께 공식적 사진을 찍으러 필드로 돌아가기 전에 자신이 코로나19 범유행을 위하여 양성 검사를 받았기 때문에 경기로부터 뽑혀 대중매체에서 많은이들로부터 비판으로 이끌었다.  며칠 후에 터너는 자신의 행위들에 관하여 사과하였다.

#### 2021년
2021년 2월 19일 터너는 3번째 해를 위하여 1천 4백만 달러 선택과 함께 2년, 3천 4백만 달러에 다저스와 함께 재계약을 맺었다. 많은 나이임에도 불구하고 수준급의 타격과 수비실력을 유지하며 팀의 중심타자로서의 면모를 과시했다. 하지만 포스트시즌에서는 최악의 모습을 보이며 팀의 조기 탈락에 일조하기도 했다. 

#### 2022년
노쇠화로 인해 공수주에서 좋지 않은 활약을 이어가고 있다. 매번 팀내 클린업에 배팅오더를 올렸던 것과 달리 올해에는 6~7번 타순을 오가며 하위권 타선으로 전락했다. 다만 여전히 득점권에는 강한 모습을 보이며 시즌 말미에는 타율을 크게 끌어올렸고 타점도 81개를 기록하는 등 여전히 공격지표에서는 우수한 성적을 남겼다.

### 보스턴 레드삭스
2022년 시즌을 마친 후 FA 자격을 취득하였고, 12월 18일에 보스턴 레드삭스와 2년 2200만 달러의 계약을 체결하였다.

### 토론토 블루제이스
2023년 시즌 종료 후 선수 옵션 행사를 거부하면서 FA 자격을 취득하였고, 1월 30일에 토론토 블루제이스와 1년 1300만 달러의 계약을 체결하였다.

## 연도별 타격 성적
| 연 도     | 소 속     | 경 기 | 타 석 | 타 수 | 득 점 | 안 타 | 2 루 타 | 3 루 타 | 홈 런 | 루 타 | 타 점 | 도 루 | 도 루 자 | 희 생 번 | 희 생 플 | 볼 넷 | 고 4 | 사 구 | 삼 진 | 병 살 타 | 타 율 | 출 루 율 | 장 타 율 | O P S |
| --------- | --------- | ----- | ----- | ----- | ----- | ----- | ------- | ------- | ----- | ----- | ----- | ----- | -------- | -------- | -------- | ----- | ---- | ----- | ----- | -------- | ----- | -------- | -------- | ----- |
| 2009년    | BAL       | 12    | 22    | 18    | 2     | 3     | 0       | 0       | 0     | 3     | 3     | 0     | 0        | 0        | 0        | 4     | 0    | 0     | 3     | 1        | .167  | .318     | .167     | .485  |
| 2010년    | BAL       | 5     | 9     | 9     | 0     | 0     | 0       | 0       | 0     | 0     | 0     | 0     | 0        | 0        | 0        | 0     | 0    | 0     | 3     | 0        | .000  | .000     | .000     | .000  |
| 2010년    | NYM       | 4     | 9     | 8     | 1     | 1     | 1       | 0       | 0     | 2     | 0     | 0     | 0        | 0        | 0        | 1     | 0    | 0     | 0     | 0        | .125  | .222     | .250     | .472  |
| '10계     | NYM       | 9     | 18    | 17    | 1     | 1     | 1       | 0       | 0     | 2     | 0     | 0     | 0        | 0        | 0        | 1     | 0    | 0     | 3     | 0        | .059  | .111     | .118     | .229  |
| 2011년    | NYM       | 117   | 487   | 435   | 49    | 113   | 30      | 0       | 4     | 155   | 51    | 7     | 2        | 2        | 1        | 39    | 2    | 10    | 59    | 9        | .260  | .334     | .356     | .690  |
| 2012년    | NYM       | 94    | 185   | 171   | 20    | 46    | 13      | 1       | 2     | 67    | 19    | 1     | 1        | 0        | 1        | 9     | 0    | 4     | 24    | 9        | .269  | .319     | .392     | .711  |
| 2013년    | NYM       | 86    | 214   | 200   | 12    | 56    | 13      | 1       | 2     | 77    | 16    | 0     | 1        | 1        | 1        | 11    | 1    | 1     | 34    | 6        | .280  | .319     | .385     | .704  |
| 2014년    | LAD       | 109   | 322   | 288   | 46    | 98    | 21      | 1       | 7     | 142   | 43    | 6     | 1        | 0        | 2        | 28    | 1    | 4     | 58    | 6        | .340  | .404     | .493     | .897  |
| 통산：6년 | 통산：6년 | 427   | 1248  | 1129  | 130   | 317   | 78      | 3       | 15    | 446   | 132   | 14    | 5        | 3        | 5        | 92    | 4    | 19    | 181   | 31       | .281  | .344     | .395     | .739  |

- 2014시즌 종료 기준.